# Ivor Barnard
Pour les articles homonymes, voir Barnard.
Ivor Barnard, né le 13 juin 1887 à Londres (quartier de Marylebone), ville où il est mort (quartier de Westminster) le 30 juin 1953, est un acteur anglais.

## Biographie
Membre originaire de la troupe du Repertory Theatre (en) de Birmingham, Ivor Barnard y débute dans la première pièce représentée à l'achèvement de ce théâtre en février 1913, La Nuit des rois de William Shakespeare, aux côtés de Felix Aylmer. Au même lieu, suivent notamment Le Canard sauvage d'Henrik Ibsen (1914) et Les Rivaux de Richard Brinsley Sheridan (1915), toujours avec Felix Aylmer. Son avant-dernière pièce à Birmingham est Bird in Hand de John Drinkwater (1927, avec Peggy Ashcroft et Laurence Olivier).
À Londres, où il joue également, il se produit notamment dans La Mouette d'Anton Tchekhov (1936, avec Edith Evans et John Gielgud).
Au cinéma, son unique film muet est The Skin Game (en) de B. E. Doxat-Pratt (en) (1921). Suivent soixante-treize films parlants ((majoritairement britanniques), depuis The Skin Game d'Alfred Hitchcock ((remake du précédent, où il retrouve Helen Haye et Edmund Gwenn) jusqu'à Plus fort que le diable de John Huston (avec Humphrey Bogart et Jennifer Jones), sorti le 24 novembre 1953, près de cinq mois après sa mort, à 66 ans.
Entretemps, mentionnons Tempête dans une tasse de thé de Ian Dalrymple et Victor Saville (1937, avec Vivien Leigh et Rex Harrison), Les Grandes Espérances de David Lean (1946, avec John Mills et Valerie Hobson) et La Belle Espionne de Raoul Walsh (son antépénultième film, 1953, avec Yvonne De Carlo et Rock Hudson).
À la télévision britannique, Ivor Barnard participe à quatorze téléfilms d'origine théâtrale diffusés entre 1938 et 1952, ainsi qu'à deux séries en 1951.

## Théâtre (sélection)

### À Birmingham
(Repertory Theatre)
- 1913 : La Nuit des rois (Twelfth Night) de William Shakespeare : Fabian
- 1913 : Candida de George Bernard Shaw
- 1913 : L'Importance d'être Constant (The Importance of Being Earnest) d'Oscar Wilde
- 1913 : Un ennemi du peuple (An Enemy of the People) d'Henrik Ibsen
- 1913 : Médée (Medea) d'Euripide
- 1914 : Comme il vous plaira (As You Like It) de William Shakespeare
- 1914 : Elle s'abaisse pour vaincre (She Stoops to Conquer) d'Oliver Goldsmith
- 1914 : On ne peut jamais dire (You Never Can Tell) de George Bernard Shaw
- 1914 : Le Canard sauvage (The Wild Duck) d'Henrik Ibsen
- 1915 : Le Marchand de Venise (The Merchant of Venice) de William Shakespeare
- 1915 : The Silver Box de John Galsworthy
- 1915 : La Tempête (The Tempest) de William Shakespeare
- 1915 : Les Rivaux (The Rivals) de Richard Brinsley Sheridan
- 1916 : Le Mariage clandestin (The Clandestin Marriage) de George Colman l'Ancien
- 1927 : Bird in Hand de John Drinkwater
- 1934 : Too Young to Marry de Martin Flavin

### À Londres
- Saison 1920-1921 : 
  - Rhoda Fleming, adaptation du roman éponyme de George Meredith
  - Will Shakespeare de Clemence Dane
- 1922 : East of Suez de William Somerset Maugham
- Saison 1926-1927 : Berkeley Square de John L. Balderston
- Saison 1931-1932 : Grand Hôtel (Grand Hotel), adaptation du roman éponyme de Vicki Baum
- 1936 : La Mouette (The Seagull) d'Anton Tchekhov
- 1952 : Lord Arthur Savile's Crime de Basil Dawson et St. John Clowes

## Filmographie partielle
- 1931 : The Skin Game d'Alfred Hitchcock : un enchérisseur
- 1933 : The Crime at Blossoms de MacleanRogers (en) : un visiteur tardif
- 1933 : Sleeping Car d'Anatole Litvak
- 1933 : Le Juif errant (The Wandering Jew) de Maurice Elvey
- 1935 : Some Day de Michael Powell : Hope
- 1935 : The Village Squire de Reginald Denham
- 1935 : Les 39 Marches (The 39 Steps) d'Alfred Hitchcock : le président du meeting politique
- 1936 : The Man behind the Mask de Michael Powell : Hewitt
- 1937 : Tempête dans une tasse de thé (Storm in a Teacup) de Ian Dalrymple et Victor Saville : Watkins
- 1937 : La Reine Victoria (Victoria the Great) d'Herbert Wilcox : l'assassin
- 1937 : Secret Lives d'Edmond T. Gréville : Baldhead
- 1938 : Pygmalion d'Anthony Asquith et Leslie Howard : le spectateur sarcastique
- 1938 : What a Man! d'Edmond T. Gréville : le maire
- 1940 : Sous le regard des étoiles (The Stars Look Down) de Carol Reed : Wept
- 1945 : Le Masque aux yeux verts (The Wicked Lady) de Leslie Arliss : le prêtre
- 1945 : César et Cléopâtre (Caesar and Cleopatra) de Gabriel Pascal : le 2e noble
- 1945 : Le Verdict de l'amour (Perfect Strangers) d'Alexander Korda : M. Gumbrill, le chimiste
- 1946 : Les Grandes Espérances (Great Expectations) de David Lean : M. Wemmick
- 1947 : So Well Remembered d'Edward Dmytryk : Spivey
- 1948 : Oliver Twist de David Lean : le président du Conseil d'Administration de la maison de correction
- 1948 : London Belongs to Me de Sidney Gilliat : M. Justice Plymme
- 1950 : Madeleine de David Lean : M. Murdoch
- 1951 : Hell Is Sold Out de Michael Anderson : un chauffeur de taxi
- 1952 : Il importe d'être Constant (The Importance of Being Earnest) d'Anthony Asquith : un chauffeur de bus
- 1953 : La Belle Espionne (Sea Devils) de Raoul Walsh : Benson
- 1953 : Tonnerre sur Malte (Malta Story) de Brian Desmond Hurst : un vieil homme
- 1953 : Plus fort que le diable (Beat the Devil) de John Huston : Major Jack Ross